# Coracornis raveni
El silbador dorsicastaño (Coracornis raveni) o silbador de Raven es una especie de ave paseriforme de la familia Pachycephalidae endémica de Célebes.

## Taxonomía
Era la única especie del género Coracornis hasta que en 2010 se añadió Coracornis sanghirensis tras unos análisis filogenéticos. También se la ha considerado miembro del género Pachycephala. No se reconocen subespecies.

## Descripción
Es un pájaro de pequeño tamaño que mide alrededor de 15 cm de longitud. El macho presenta una cabeza completamente negra, la parte superior de la espalda es de un intenso color marrón (lo que le da nombre a la especie) y la parte inferior, las alas y la cola son de una marrón muy oscuro casi negro. Las partes inferiores del cuerpo son de un color pardo grisáceo o verde oliva pálido. El pico y los ojos son de color negro. La hembra tiene la cabeza, las alas y las partes dorsales de color castaño, mientras que la cola es de color gris oscuro. Las partes inferiores del cuerpo son de color pardo pálido o verde oliva. Los ejemplares juveniles son muy parecidos a las hembras.

## Distribución y hábitat
Este pájaro es endémico de las zonas montañosas del interior de la isla Célebes en Indonesia. Su hábitat natural son las selvas tropicales húmedas de montaña.

## Comportamiento
Se conoce muy poco de la biología de este ave. No es una ave migratoria, sino que permanece en la misma zona durante toda su vida. Se alimenta principalmente de insectos. Es un ave reservada y huidiza que es difícil de ver.

## Conservación
Está clasificado por la UICN como preocupación menor debido a que las poblaciones permanecen estables. Se encuentra amenazado por la destrucción de su hábitat, especialmente la deforestación, y por el cambio climático y los fenómenos atmosféricos extremos.